# لورا ديكر
لورا ديكر (بالهولندية: Laura Dekker)‏ (و. 1995  م) هي مستكشفة هولندية. في عام 2009 أعلنت خطتها لتصبح أصغر شخص يبحر حول العالم بمفرده. تدخلت محكمة هولندية، بسبب اعتراضات السلطات المحلية، ومنعت ديكر من المغادرة وهي تحت الحضانة المشتركة بين والديها. في يوليو 2010 أنهت محكمة الأسرة الهولندية ترتيبات الحضانة، وبدأت ديكر محاولة تحطيم الرقم القياسي في 21 أغسطس 2010. أكملت ديكر بنجاح الإبحار الفردي في كيتش بطول 12.4 مترًا (40 قدمًا) ذو صاريتين اسمه غوبي، ووصلت إلى خليج سيمبسون، سينت مارتن، بعد 518 يومًا وكانت تبلغ من العمر 16.

## رحلة عام 2009 إلى إنجلترا
خلال العام الدراسي التالي، بدأت في إعداد نفسها وقاربها غوبي للإبحار في المحيط المفتوح، بهدف القيام بجولة حول العالم. في مارس، أخبرها والدها أن تكتسب بعض الخبرة مع البحر المفتوح من خلال الإبحار لأول مرة إلى إنجلترا. كان هدفه تثبيط عزيمتها، فالتيارات القوية، والطقس القاسي، وسفن الشحن الثقيلة تجعل القناة الإنجليزية صعبة للغاية على المراكب الشراعية.
أمضت ديكر الأسابيع الثمانية التالية في إعداد غوبي لتلك الرحلة. في مساء يوم الجمعة، 1 مايو، في بداية إجازتها المدرسية التي مدتها 12 يومًا، أبحرت بعيدًا عن موريك دون أن تخبر والدها بوجهتها. أبحرت إلى الساحل ووصلت إلى ماسلاوس بعد ظهر السبت. انطلقت عبر القناة في وقت مبكر من صباح الأحد لكن الرياح الضعيفة أخرت وصولها حتى صباح الاثنين. عند رسوها في لويستوفت، أرسلت رسالة إلكترونية تفيد بنجاحها من مكتبة محلية. طلبت السلطات المحلية من والدها أن يأتي ويرافقها في رحلة العودة. أجاب والدها أنها تستطيع الإبحار بمفردها. وبدلًا من ذلك، وضعتها السلطات المحلية في دار للأطفال حتى جاء لاستعادتها. أعادها إلى قاربها ثم طار إلى الوطن. غادرت إنجلترا يوم الاثنين 11 مايو. مع هبوب رياح قوية هذه المرة، وصلت قوتها إلى سبعة، كانت رحلة العودة أسرع بكثير، إذ وصلت إلى روتردام بحلول صباح اليوم الثاني عشر ووصلت إلى المنزل في ذلك المساء.

## خطط لطواف بحري عالمي
في أغسطس 2009 أعلنت ديكر خطتها لرحلة إبحار منفردة لمدة عامين حول العالم في الصحيفة الوطنية الهولندية، ألجمين داجبلاد. دعم والدها خططها. خططت ديكر للإبحار على كيتش طوله 38 قدمًا (12 مترًا) من مجموعة جينو جين فيز، المسمى أيضًا غوبي. جُهز القارب للإبحار لمسافات طويلة وعُدل للإبحار الفردي. بدأ الطريق المخطط له من البرتغال غربًا، لتبحر في منطقة البحر الكاريبي ثم تمر عبر بنما وما بعد إندونيسيا. ثم خططت بعد ذلك إما لتجاوز الصومال إلى البحر الأبيض المتوسط، أو حول إفريقيا، إذا أصبحت القرصنة مصدر قلق خطير. كانت خطتها هي القيام بنحو 26 محطة. دعت الخطة الأصلية إلى مقابلة ديكر عائلتها في بعض المواقع، ما ساعدها أيضًا في المناطق الصعبة مثل قناة بنما. في الواقع، لأسباب تتعلق بالتكلفة، التقى بها أشخاص من الموطن (معظمهم من أفراد العائلة) مرتين فقط، على الرغم من أنها تلقت بعض المساعدة من قبل البحارة الآخرين الذين قابلتهم، على سبيل المثال عبر قناة بنما. قالت الخطة إنها لن تبحر لأكثر من ثلاثة أسابيع بين المحطات. لكن بعد أستراليا قررت تخطي بعض المحطات، ما يعني إكمال 6 إلى 7 أسابيع وهي على قدميها.
سمح نظام تتبع إيريديوم ساتلايت ذ. م. م. على متن طائرة للعائلة في هولندا بمراقبة مسارها عن كثب. خططت لتجنب عاصفة الأربعينيات المزمجرة، على الرغم من أنها تعرضت لعاصفة كبيرة واحدة على الأقل على طريق جنوب إفريقيا.
تلقت تعليمها من خلال مدرسة العالم، وهي مؤسسة تعليمية زودتها بمواد للتعلم الذاتي.
منذ بداية إبحارها الفردي في أواخر أغسطس 2010، كتبت لورا عمودًا أسبوعيًا لصحيفة ألجمين داجبلاد في روتردام. تتوفر الترجمات الإنجليزية والألمانية لأعمدتها.

## وصلات خارجية
- لورا ديكر على موقع IMDb (الإنجليزية)
- لورا ديكر على موقع قاعدة بيانات الفيلم (الإنجليزية)

- لورا ديكر في قاعدة بيانات الأفلام على الإنترنت